# Калкин, Киран
Ки́ран Кайл Ка́лкин (англ. Kieran Kyle Culkin; род. 30 сентября 1982, Нью-Йорк, Нью-Йорк) — американский актёр, лауреат премии «Оскар» (2025).
С 2018 по 2023 год Калкин исполнял роль Романа Роя в драматическом телесериале HBO «Наследники», за которую был удостоен премий «Эмми», «Золотой глобус», «Выбор критиков» и Гильдии киноактеров Америки.

## Биография
Киран Калкин родился 30 сентября 1982 года в Нью-Йорке в семье бывшего бродвейского актёра Кристофера Корнелиуса Калкина (род. 6 декабря 1944 года) и телефонистки Патриции Брентрап. Киран четвёртый ребёнок в семье. У него четыре брата: Шейн Арлисс (род. 1976), Маколей Карсон (род. 1980), Кристиан Патрик (род. 1987) и Рори Хью (род. 1989), и две сестры: Дакота (1978—2008) и Куинн Кэй (род. 1984). Киран является племянником актрисы Бонни Беделиа, которая приходится ему тётей по отцовской линии.

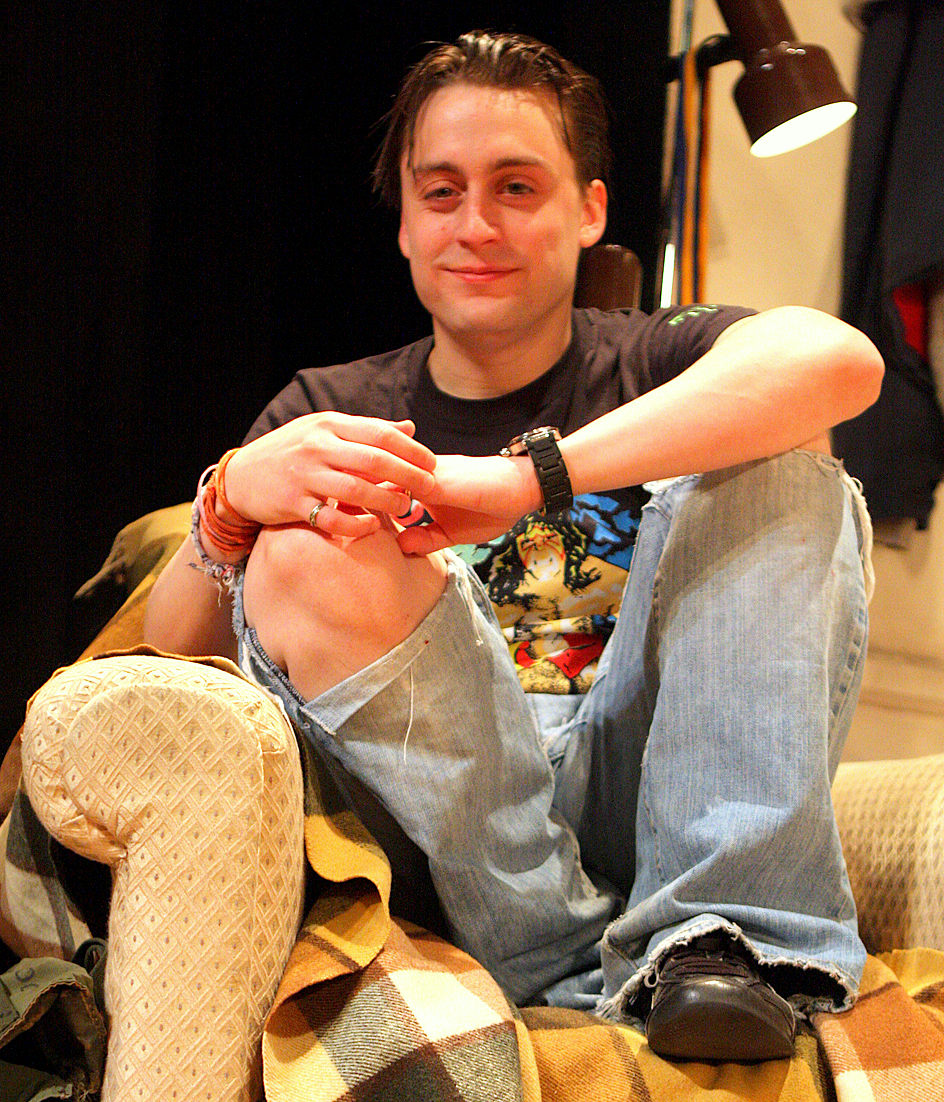
Калкин в 2012 году

Актёрский дебют у Кирана, как и у его старшего брата Маколея, состоялся на сцене — в 2 года он сыграл в постановке манхэттенского театра «Симфони-Спэйс». В кино Киран попал в 7 лет, сыграв экранного брата Маколея в фильме «Один дома». Участие Кирана в съёмках во многом было обусловлено тем, что их отец Кристофер, пользуясь популярностью Маколея, активно пытался продвинуть в кино остальных своих детей. Но, в отличие от Маколея, Киран до подростковых лет играл только второстепенные роли. Кристофер Калкин не считал Кирана финансово привлекательным и поэтому не оспаривал его контракты, как он делал в случае с Маколеем, добиваясь, чтобы тому платили миллионные гонорары за съёмки. В результате, когда в 1996 году Маколей принял решение на время уйти из кино, Киран и их младший брат Рори продолжали активно сниматься.
Только в 1998 году в карьере Кирана наступил прорыв, когда он снялся в главной роли в драме «Великан». Будучи подростком, Киран играл главные роли лишь в независимом кино, в то время как в крупнобюджетных фильмах ему доставались лишь мелкие роли.
С 2018 года Калкин стал одним из членов основного актёрского состава в сериале HBO «Наследники». В 2023 году был награжден премией «Эмми» в категории «Лучшая мужская роль в драматическом телесериале» за исполнение роли Романа Роя в этом сериале.
В 2024 году состоялась премьера драмы Джесси Айзенберга «Настоящая боль». Роль Бенджи принесла Кирану Калкину награды и номинации в категории «Лучшая мужская роль второго плана» всех важнейших кинопремий. Среди призов Золотой глобус, BAFTA, Critics’ Choice Awards, Премия Гильдии киноактёров и Independent Spirit Awards. Эта роль принесла актёру первую номинацию и победу на Оскар.

## Личная жизнь
С 2013 года Калкин женат на Джаз Чартон. У пары двое детей — дочь Кинзи Су Калкин (род. 13 сентября 2019) и сын Уайлдер Вулф Калкин (род. 17 августа 2021).

## Фильмография
| Год       |    | Русское название                      | Оригинальное название                    | Роль                      |
| --------- | -- | ------------------------------------- | ---------------------------------------- | ------------------------- |
| 1990      | ф  | Один дома                             | Home Alone                               | Фуллер Маккалистер        |
| 1991      | ф  | Отец невесты                          | Father of the Bride                      | Мэтти Бэнкс               |
| 1991      | ф  | Поймёт лишь одинокий                  | Only the Lonely                          | Патрик Мулдун мл.         |
| 1992      | ф  | Один дома 2: Потерявшийся в Нью-Йорке | Home Alone 2: Lost in New York           | Фуллер Маккалистер        |
| 1993      | ф  | Некуда бежать                         | Nowhere to Run                           | Майк Андерсон             |
| 1994      | ф  | Передать по наследству                | It Runs in the Family                    | Ральф Паркер              |
| 1995      | ф  | Отец невесты 2                        | Father of the Bride Part II              | Мэтти Бэнкс               |
| 1996      | ф  | Аманда                                | Amanda                                   |                           |
| 1998      | ф  | Великан                               | The Mighty                               | Кевин Диллон (Страшила)   |
| 1998      | ф  | Музыка сердца                         | Music of the heart                       | Лекси в возрасте 15 лет   |
| 1999      | ф  | Правила виноделов                     | The Cider House Rules                    | Бастер                    |
| 1999      | ф  | Страна фей                            | The Magical Legend of the Leprechauns    | Барни О’Греди             |
| 1999      | ф  | Это всё она                           | She's All That                           | Саймон Богз / Simon Boggs |
| 2002      | ф  | Игби идёт ко дну                      | Igby Goes Down                           | Игби                      |
| 2002      | ф  | Опасные игры                          | The Dangerous Lives of Altar Boys        | Тим Салливан              |
| 2008      | ф  | Роскошная жизнь                       | Lymelife                                 | Джимми Бартлетт           |
| 2009      | ф  | Бумажный человек                      | Paper Man                                | Кристофер                 |
| 2010      | ф  | Маргарет                              | Margaret                                 | Пол                       |
| 2010      | ф  | Скотт Пилигрим против всех            | Scott Pilgrim vs. the World              | Уоллес                    |
| 2013      | ф  | Муви 43                               | Movie 43                                 | Нил                       |
| 2015      | с  | Фарго                                 | Fargo                                    | Рай Герхардт              |
| 2018—2023 | с  | Наследники                            | Succession                               | Роман Рой                 |
| 2021      | ф  | Без резких движений                   | No Sudden Move                           | Чарли                     |
| 2023      | мс | Скотт Пилигрим жмёт на газ            | Scott Pilgrim Takes Off                  | Уоллес Уэллс              |
| 2024      | ф  | Настоящая боль                        | A Real Pain                              | Бенджи Каплан             |
| 2025      | мс | Крапополис                            | Krapopolis                               | Вормиус (озвучивание)     |
| 2025      | мф | Скотный двор                          | Animal Farm                              | Визгун (озвучивание)      |
| 2026      | ф  | Голодные игры: Рассвет жатвы          | The Hunger Games: Sunrise on the Reaping | Цезарь Фликерман          |